# Élections régionales de 2009 en Sarre
Les élections régionales de 2009 en Sarre (en allemand : Landtagswahl im Saarland 2009) se tiennent le 30 août 2009 afin d'élire les 51 députés de la 14e législature du Landtag pour un mandat de cinq ans.
Alors que la participation augmente de plus de dix points, l'Union chrétienne-démocrate du ministre-président Peter Müller, au pouvoir depuis dix ans perd la majorité absolue dont elle disposait. Le parti de gauche radicale Die Linke réalise une percée sous la conduite de son fondateur et ancien chef de l'exécutif régional, Oskar Lafontaine.
Bien que la gauche dispose de la majorité absolue, Müller parvient à entreprendre un troisième mandat après avoir mis sur pied la première « coalition jamaïcaine » à un niveau gouvernemental.

## Contexte
Aux élections du 5 septembre 2004, l'Union chrétienne-démocrate d'Allemagne (CDU), au pouvoir depuis cinq ans sous la direction du ministre-président Peter Müller, renforce d'un siège sa majorité absolue en obtenant 27 des 51 députés avec 47,5 % des voix. Elle profite notamment de l'effondrement du Parti social-démocrate d'Allemagne (SPD), au pouvoir entre 1985 et 1999, conduit par l'ancien ministre régional de l'Environnement Heiko Maas, qui recueille seulement 30 % des voix, soir un recul de 13 points.
Ce faible score profite à l'Alliance 90 / Les Verts (Grünen) et au Parti libéral-démocrate (FDP), qui font ainsi leur retour au Landtag en dépassant la barre des 5 % des suffrages exprimés. Les néonazis du Parti national-démocrate d'Allemagne (NPD) approchent également le seuil électoral, mais restent exclus de l'assemblée parlementaire avec 4 % des voix.

## Mode de scrutin
Le Landtag est constitué de 51 députés (en allemand : Mitglied des Landtags, MdL), élus pour une législature de cinq ans au suffrage universel direct et suivant le scrutin proportionnel d'Hondt.
Chaque électeur dispose d'une voix, qui est utilisée deux fois. Elle sert à voter pour une liste dans sa circonscription plurinominale, le Land comptant trois circonscriptions qui totalisent 41 sièges ; ce vote est alors attribué à la liste présentée par le même parti au niveau du Land.
À l'issue du scrutin, les 51 sièges sont répartis à la proportionnelle entre les partis ayant remporté au moins 5 % des suffrages exprimés dans l'ensemble du Land. L'opération est ensuite recommencée dans chaque circonscription, la différence entre le total régional et le total des circonscriptions étant comblée par les candidats de la liste régionale. Si un parti n'en a pas présenté, le calcul est réajusté et ses mandats reviennent aux autres forces politiques.

## Campagne

### Principaux partis
| Parti | Parti                                                                              | Idéologie                                                                   | Chef de file                      | Résultats de 2004          |
| ----- | ---------------------------------------------------------------------------------- | --------------------------------------------------------------------------- | --------------------------------- | -------------------------- |
|       | Union chrétienne-démocrate d'Allemagne Christlich Demokratische Union Deutschlands | Centre droit Démocratie chrétienne, libéral-conservatisme                   | Peter Müller (Ministre-président) | 47,5 % des voix 27 députés |
|       | Parti social-démocrate d'Allemagne Sozialdemokratische Partei Deutschlands         | Centre gauche Social-démocratie, troisième voie, progressisme               | Heiko Maas                        | 30,8 % des voix 18 députés |
|       | Alliance 90 / Les Verts Bündnis 90/Die Grünen                                      | Centre gauche Écologie politique, progressisme                              | Hubert Ulrich (de)                | 5,6 % des voix 3 députés   |
|       | Parti libéral-démocrate Freie Demokratische Partei                                 | Centre à centre droit Libéralisme économique, libéralisme                   | Christoph Hartmann                | 5,2 % des voix 3 députés   |
|       | Parti national-démocrate d'Allemagne Nationaldemokratische Partei Deutschlands     | Extrême droite Néonazisme, ultranationalisme, populisme                     | Frank Franz                       | 4,0 % des voix 0 député    |
|       | Die Linke                                                                          | Extrême gauche à gauche Socialisme démocratique, anticapitalisme, populisme | Oskar Lafontaine                  | 2,0 % des voix 0 député    |

### Sondages
| Institut                | Date       | CDU    | SPD    | Grünen | FDP   | Linke |
| ----------------------- | ---------- | ------ | ------ | ------ | ----- | ----- |
| Institut                | Date       |        |        |        |       |       |
| Forschungsgruppe Wahlen | 21/08/2009 | 36 %   | 26 %   | 6 %    | 9 %   | 16 %  |
| Infratest dimap         | 20/08/2009 | 38 %   | 26 %   | 6 %    | 9 %   | 15 %  |
| Infratest dimap         | 22/04/2009 | 36 %   | 27 %   | 7 %    | 9 %   | 18 %  |
| Emnid                   | 16/04/2009 | 38 %   | 23 %   | 5 %    | 8 %   | 22 %  |
| Infratest dimap         | 28/10/2008 | 38 %   | 25 %   | 5 %    | 6 %   | 23 %  |
| dimap                   | 17/09/2008 | 42 %   | 22 %   | 6 %    | 6 %   | 20 %  |
| Emnid                   | 16/09/2008 | 40 %   | 23 %   | 5 %    | 6 %   | 22 %  |
| Forsa                   | 03/09/2008 | 37 %   | 23 %   | 5 %    | 7 %   | 24 %  |
| Emnid                   | 02/03/2008 | 40 %   | 25 %   | 7 %    | 6 %   | 19 %  |
| Infratest dimap         | 27/09/2007 | 41 %   | 26 %   | 6 %    | 5 %   | 18 %  |
| Dernières élections     | 05/09/2009 | 47,5 % | 30,8 % | 5,6 %  | 5,2 % | 2,3 % |

## Résultats

### Voix et sièges
|                          |                                              |         |       |       |        |               |        |        |               |
| Parti                    | Parti                                        | Voix    | Voix  | Voix  | Sièges | Sièges        | Sièges | Sièges | Sièges        |
| Parti                    | Parti                                        | Votes   | %     | +/-   | Circ   | +/-           | Land   | Total  | +/-           |
|                          | Union chrétienne-démocrate d'Allemagne (CDU) | 184 537 | 34,51 | 12,97 | 16     | 8             | 3      | 19     | 8             |
|                          | Parti social-démocrate d'Allemagne (SPD)     | 131 241 | 24,54 | 6,31  | 11     | 4             | 2      | 13     | 5             |
|                          | Die Linke (Linke)                            | 113 664 | 21,25 | 18,93 | 9      | 9             | 2      | 11     | 11            |
|                          | Parti libéral-démocrate (FDP)                | 49 064  | 9,17  | 3,55  | 3      | 3             | 2      | 5      | 2             |
|                          | Alliance 90 / Les Verts (Grünen)             | 31 516  | 5,89  | 0,27  | 2      | en stagnation | 1      | 3      | en stagnation |
|                          | Parti des familles d'Allemagne (FAMILIE)     | 10 710  | 2,00  | 0,97  | 0      | -             | 0      | 0      | en stagnation |
|                          | Parti national-démocrate d'Allemagne (NPD)   | 8 099   | 1,51  | 2,47  | 0      | -             | 0      | 0      | en stagnation |
|                          | Électeurs libres (FW)                        | 4 528   | 0,89  | Nv    | 0      | -             | 0      | 0      | en stagnation |
|                          | Autres                                       | 1 434   | 0,27  | -     | 0      | -             | 0      | 0      | en stagnation |
|                          |                                              |         |       |       |        |               |        |        |               |
| Votes valides            | Votes valides                                | 534 793 | 98,27 |       |        |               |        |        |               |
| Votes blancs et nuls     | Votes blancs et nuls                         | 9 427   | 1,73  |       |        |               |        |        |               |
| Total                    | Total                                        | 544 220 | 100   | -     | 41     | en stagnation | 10     | 51     | en stagnation |
| Abstentions              | Abstentions                                  | 260 402 | 32,36 |       |        |               |        |        |               |
| Inscrits / participation | Inscrits / participation                     | 804 622 | 67,64 |       |        |               |        |        |               |

### Analyse et conséquences
Une semaine après la tenue de l'élection, le ministre-président Peter Müller appelle de ses vœux à la formation d'une « coalition jamaïcaine » unissant la CDU, le FDP et les Grünen, revendiquant la direction du gouvernement régional en raison du statut de première force politique de son propre parti. Le 11 octobre, un congrès régional du parti écologiste — qui a tenu des entretiens exploratoires avec tous les partis — approuve finalement l'ouverture des négociations avec les chrétiens-démocrates et les libéraux, en raison des importantes concessions obtenues de ces derniers et de la méfiance que leur suscite le chef de file de Die Linke Oskar Lafontaine.
L'accord de coalition (Koalitionsvertrag) est présenté publiquement le 5 novembre suivant, Müller le qualifiant de « projet ambitieux ». Première coalition de ce genre dans l'histoire de la République fédérale à un niveau gouvernemental, l'entente entre la CDU, le FDP et les Grünen fait réélire Peter Müller pour un troisième mandat le 10 novembre suivant, par 27 voix favorables lors d'une session du Landtg, soit une voix de plus que la majorité requise et l'exact total des députés de la nouvelle alliance au pouvoir.